# Heinrich Byk
Heinrich Byk (* 7. Juli 1845 in Brody; † 11. Juli 1923 in Berlin-Schöneberg) war ein deutscher Chemiker und Unternehmer.

## Leben
Byk wurde 1845 als Sohn des jüdischen Bankiers Samuel Alexander Byk im galizischen Brody geboren, das damals zur K.u.k.-Monarchie gehörte. Sein Vater war ein Anhänger der Haskala. 1850 zog er mit seiner Familie ins liberale Preußen. Er lebte zunächst in Berlin und ab 1859 in Leipzig. Er besuchte bis 1864 die humanistische Thomasschule. Nach dem Abitur studierte er Naturwissenschaften an der Ruprecht-Karls-Universität Heidelberg und der Universität Leipzig und wurde 1870 bei Hermann Kolbe mit der Dissertation Die isomeren Bernsteinsäuren zum Dr. phil. promoviert.
Im Jahr 1873 zog er nach Berlin und gründete die Firma Dr. Heinrich Byk. Zu den ersten Erzeugnissen seiner chemischen Fabrik gehörte das 1869 von Oscar Liebreich entdeckte erste synthetische Sedativum/Hypnoticum Chloralhydrat. 1881 wurde der Firmenname in Dr. Heinrich Byk, Fabrik pharmazeutischer, photographischer und technischer Produkte umbenannt. 1885 verlagerte er die chemische Produktion nach Oranienburg bei Berlin. 1896 wurde das Unternehmen in eine Aktiengesellschaft (Stammkapital: 1,5 Millionen Goldmark) umgewandelt und nahm den neuen Namen Chemische Werke vorm. Dr. Heinrich Byk an. 1911 erhielt er für seine Produkte Euphyllin und Pergenol die Goldene Medaille bei der Internationalen Hygiene-Ausstellung Dresden 1911. 1915 zog sich Heinrich Byk aus seinem Unternehmen zurück und übergab die Verantwortung an den Chemiker Paul Gulden. Das Unternehmen trug nun den Namen Byk Gulden bis 2002. Die seit 1935 hergestellten Additive werden noch heute von BYK Additives & Instruments angeboten.
Zusammen mit seinem Bruder Siegmund Byk wurde er 1892 in die Frankfurter Freimaurerloge Zur aufgehenden Morgenröthe aufgenommen.

## Familie
Heinrich Byk war mit Agnes Bamberger (* 1853 Berlin; † 1907 ebendort), Tochter des Sigismund Bamberger (1817–1881) und Schwester des Professors an der ETH Zürich Eugen Bamberger, verheiratet. Das Paar lebte in Charlottenburg und hatte drei Söhne, Alfred, Rudolph und Walter, und eine Tochter, Alice, die mit dem Hals-Nasen-Ohren-Arzt Lutz Albesheim in Berlin verheiratet war. Nach dem Tod seiner Frau 1907 zog Heinrich Byk zu seinem Sohn, dem Rechtsanwalt und Notar Rudolf Byk, nach Berlin-Schöneberg. Heinrichs ältester Sohn Alfred Byk war Professor für Physikalische Chemie in Berlin. Am Kurfürstendamm eröffnete 1910 seine Nichte Suse Byk ein Fotoatelier.

## Ehrungen
In Oranienburg wurde die Dr.-Heinrich-Byk-Straße nach ihm benannt. 